# Давыдки (Народичский район)
Давы́дки (укр. Давидки) — село на Украине, находится в Народичском районе Житомирской области.
Код КОАТУУ — 1823783403. Население по переписи 2001 года составляет 180 человек. Почтовый индекс — 11412. Телефонный код — 4140. Занимает площадь 0,761 км².

## Адрес местного совета
11414, Житомирская область, Народичский р-н, с.Залесье